# Давінсон Санчес
Да́вінсон Са́нчес Мі́на (ісп. Davinson Sánchez Mina; нар. 12 червня 1996 року, Калото, департамент Каука) — колумбійський футболіст, захисник і півзахисник «Галатасарая» та збірної Колумбії.

## Біографія

### «Атлетіко Насьйональ»
Давінсон Санчес почав займатися футболом у відділенні клубу «Америка» (Калі) в місті Калото, потім його сім'я переїхала в Медельїн, після чого Давінсон приєднався до молодіжної академії «Атлетіко Насьйоналя». Приходу в «Атлетіко» гравцеві допоміг Хуан Карлос Осоріо.
За основу «біло-зелених» дебютував 28 жовтня 2013 року в матчі Фіналісасьйона проти «Бояка Чіко» (0:1), відігравши весь матч. До кінця турніру Санчес взяв участь ще у двох матчах і вперше у кар'єрі став чемпіоном Колумбії. В Апертурі 2014 року, яку «Атлетіко Насьйональ» також виграв, Санчес не зіграв жодної хвилини і вкрай рідко потрапляв навіть у заявку команди.
З серпня 2014 року Даввнсон знову став залучатися до основного складу — спочатку в Кубку Колумбії, а у вересні він зіграв перший в календарному році матч у Прімері. Проте першу половину 2015 року Санчес знову пропустив, ставши більш активно залучатися до основи у другому півріччі. Разом з «Атлетіко Насьйоналем» в кінці року він вдруге в кар'єрі став чемпіоном країни (Фіналісасьйон).
У розіграші Кубка Лібертадорес 2016 року Давінсон Санчес став одним з лідерів «Атлетіко Насьйоналя», що вийшов в півфінал турніру. Санчес провів 14 матчів своєї команди в турнірі. У матчі групового турніру проти «Спортінг Крістала» 2 березня він відкрив рахунок (3:0). Цей гол став не тільки переможним у матчі, але і першим у професійній кар'єрі Давінсона.
Інтерес до Давінсона Санчеса виявляли деякі багаті південноамериканські клуби, зокрема, бразильський «Фламенго».

### «Аякс»
25 червня 2016 року перейшов в «Аякс» за 5 мільйонів євро. Санчес приєднався до амстердамської команди після завершення виступу «Атлетіко Насьоналя» в Кубку Лібертадорес, в якому клуб з Медельїна здобув перемогу. Дебютував Санчес за «Аякс» 13 серпня 2016 року в матчі проти «Роди». Ця гра завершилася з рахунком 2-2. 24 вересня в матчі проти «Зволле» відзначився «дублем», забивши свої перші голи за «Аякс».
У загальній складності в його активі 47 матчів, 7 голів за амстердамців у всіх турнірах. 8 травня 2017 року його назвали найкращим гравцем сезону у «Аяксі».

### «Тоттенгем Готспур»
18 серпня 2017 року перейшов у «Тоттенгем Готспур» за 28 мільйонів фунтів плюс ще 14 в якості бонусів. Таким чином, сума трансферу склала 42 мільйонів фунтів, що стало новим трансферним рекордом для клубу. Контракт підписаний до 30 червня 2023 року.. Він дебютував за лондонців 27 серпня, замінивши Муссу Дембеле на 92-й хвилині матчі з «Бернлі». Загалом з першого сезону колумбієць став основним гравцем команди, зігравши у 31 грі Прем'єр-ліги, через що 15 травня 2018 року Санчес підписав новий контракт з «Тоттенгемом», до 2024 року.
У вересні 2023 року за 9,5 млн євро перейшов у турецький «Галатасарай».

## Міжнародна кар'єра
У 2011 році у складі збірної Колумбії (до 15 років) став віце-чемпіоном Південної Америки у своїй віковій категорії.
У 2013 році Давінсон Санчес виступав за юнацьку (до 17 років) збірну країни.
З 2014 року виступав за молодіжну (до 20 і 21 року) збірну Колумбії, з якою зайняв друге місце на континентальній першості 2015 року і вийшов у 1/8 фіналу молодіжного чемпіонату світу в Новій Зеландії. В березні 2016 року допоміг Олімпійській збірній обіграти в міжконтинентальних стикових матчах США і завоювати путівку на Олімпійські ігри в Ріо-де-Жанейро.
2016 року дебютував в офіційних матчах у складі національної збірної Колумбії.
У складі збірної був учасником чемпіонату світу 2018 року у Росії.

## Статистика виступів

### Статистика клубних виступів
| Сезон                       | Команда                     | Чемпіонат                   | Чемпіонат | Чемпіонат | Національний кубок | Національний кубок | Національний кубок | Континентальні кубки | Континентальні кубки | Континентальні кубки | Інші змагання | Інші змагання | Інші змагання | Усього | Усього |
| Сезон                       | Команда                     | Ліга                        | Ігор      | Голів     | Ліга               | Ігор               | Голів              | Ліга                 | Ігор                 | Голів                | Ліга          | Ігор          | Голів         | Ігор   | Голів  |
| --------------------------- | --------------------------- | --------------------------- | --------- | --------- | ------------------ | ------------------ | ------------------ | -------------------- | -------------------- | -------------------- | ------------- | ------------- | ------------- | ------ | ------ |
| 2013                        | «Атлетіко Насьйональ»       | КП                          | 3         | 0         | КК                 | 0                  | 0                  | -                    | -                    | -                    | -             | -             | -             | 3      | 0      |
| 2014                        | «Атлетіко Насьйональ»       | КП                          | 2         | 0         | КК                 | 2                  | 0                  | -                    | -                    | -                    | -             | -             | -             | 4      | 0      |
| 2015                        | «Атлетіко Насьйональ»       | КП                          | 7         | 0         | КК                 | 1                  | 0                  | -                    | -                    | -                    | -             | -             | -             | 8      | 0      |
| 2016                        | «Атлетіко Насьйональ»       | КП                          | 14        | 0         | КК                 | 2                  | 0                  | ЛЧ                   | 14                   | 1                    | -             | -             | -             | 30     | 1      |
| Усього за Atlético Nacional | Усього за Atlético Nacional | Усього за Atlético Nacional | 26        | 0         |                    | 5                  | 0                  |                      | 14                   | 1                    |               | -             | -             | 45     | 1      |
| 2016–17                     | «Аякс»                      | E                           | 32        | 6         | КН                 | 0                  | 0                  | ЛЧ+ЛЄ                | 1+8                  | 0                    | -             | -             | -             | 39     | 5      |
| 2017–18                     | «Аякс»                      | E                           | 0         | 0         | КН                 | 0                  | 0                  | ЛЧ                   | 2                    | 1                    | -             | 0             | 0             | 2      | 1      |
| Усього за «Аякс»            | Усього за «Аякс»            | Усього за «Аякс»            | 30        | 5         |                    | 0                  | 0                  |                      | 11                   | 1                    |               | -             | -             | 41     | 6      |
| 2017–18                     | «Тоттенгем Готспур»         | ПЛ                          | 23        | 0         | КА+КЛ              | 0                  | 0                  | ЛЧ                   | 8                    | 0                    | -             | -             | -             | 31     | 0      |
| Усього за кар'єру           | Усього за кар'єру           | Усього за кар'єру           | 70        | 5         |                    | 5                  | 0                  |                      | 33                   | 2                    |               | -             | -             | 118    | 7      |

### Статистика виступів за збірну
| Дата       | Місто       | Господарі      | Результат | Гості    | Турнір            | Голи | Примітки |
| ---------- | ----------- | -------------- | --------- | -------- | ----------------- | ---- | -------- |
| 16-11-2016 | Сан-Хуан    | Аргентина      | 3 – 0     | Колумбія | Відбір до ЧС 2018 | -    |          |
| 07-06-2017 | Мурсія      | Іспанія        | 2 – 2     | Колумбія | товариський матч  | -    | 46'      |
| 05-09-2017 | Барранкілья | Колумбія       | 1 – 1     | Бразилія | Відбір до ЧС 2018 | -    |          |
| 06-10-2017 | Барранкілья | Колумбія       | 1 – 2     | Парагвай | Відбір до ЧС 2018 | -    |          |
| 11-10-2017 | Ліма        | Перу           | 1 – 1     | Колумбія | Відбір до ЧС 2018 | -    |          |
| 10-11-2017 | Сувон       | Південна Корея | 2 – 1     | Колумбія | товариський матч  | -    |          |
| 14-11-2017 | Чунцін      | КНР            | 0 – 4     | Колумбія | товариський матч  | -    | 72'      |
| Усього     |             | Матчів         | 7         |          | Голів             | 0    |          |

## Досягнення
- Чемпіон Колумбії (4): 2013А, 2013Ф, 2014А, 2015Ф
- Володар Кубка Колумбії (2): 2012, 2013
- Переможець Суперліги Колумбії (1): 2016
- Володар Кубка Лібертадорес (1): 2016
- Чемпіон Туреччини (2): 2023-24, 2024-25
- Володар Суперкубка Туреччини: 2023
- Володар Кубка Туреччини (1): 2024-25

Збірні
- Переможець Боліваріанських ігор: 2013
- Віце-чемпіон Південної Америки серед молодіжних збірних (до 20 років) (1): 2015
- Віце-чемпіон Південної Америки серед юнацьких збірних (до 15 років) (1): 2011
- Срібний призер Кубка Америки: 2024
- Бронзовий призер Кубка Америки: 2021